# Station Hamburg Hoheneichen
Station Hamburg Hoheneichen (Haltepunkt Hamburg Hoheneichen, kort: Haltepunkt Hoheneichen) is een spoorwegstation in het stadsdeel Wellingsbüttel van de Duitse stad Hamburg. Het station is onderdeel van de S-Bahn van Hamburg aan de spoorlijn Hamburg Hauptbahnhof - Hamburg-Poppenbüttel en is geopend op 15 januari 1918. Het station is vernoemd naar de straat Hoheneichen, die aan de westkant van het station onder de sporen doorgaat. Vanaf deze straat is er geen ingang naar het station.

## Indeling
Het station telt één eilandperron met twee perronsporen. Het perron is voor een deel overkapt.
Aan de oostzijde loopt er onder de sporen door een voetgangerstunnel die de straten Langwisch/Von-Kurtzrock-Ring en Schwarzdornweg verbindt. De noordelijke ingang is via een klein gebouwtje, zonder faciliteiten. Het perron is via de voetgangerstunnel met een trap en een lift te bereiken.

## Verbindingen
De volgende S-Bahnlijn doet het station Hoheneichen aan:
| Serie | Treinsoort        | Route | Bijzonderheden |
| ----- | ----------------- | --- | -------------- |
|       | S-Bahn (DB Regio) | Hamburg Airport – /Poppenbüttel – Hoheneichen – Ohlsdorf – Barmbek – Berliner Tor – Hauptbahnhof – Altona – Blankenese – Wedel |                |